# Sankt Märgen
Sankt Märgen là một đô thị ở giữa rừng Đen, thuộc huyện Breisgau-Hochschwarzwald. Đô thị này có diện tích 33,32 km², dân số thời điểm 31 tháng 12 năm 2020 là 1859 người. Thị xã nghỉ dưỡng Kurort nằm khoảng 25 km về phía bắc của Freiburg im Breisgau.